# Gernot (opera)

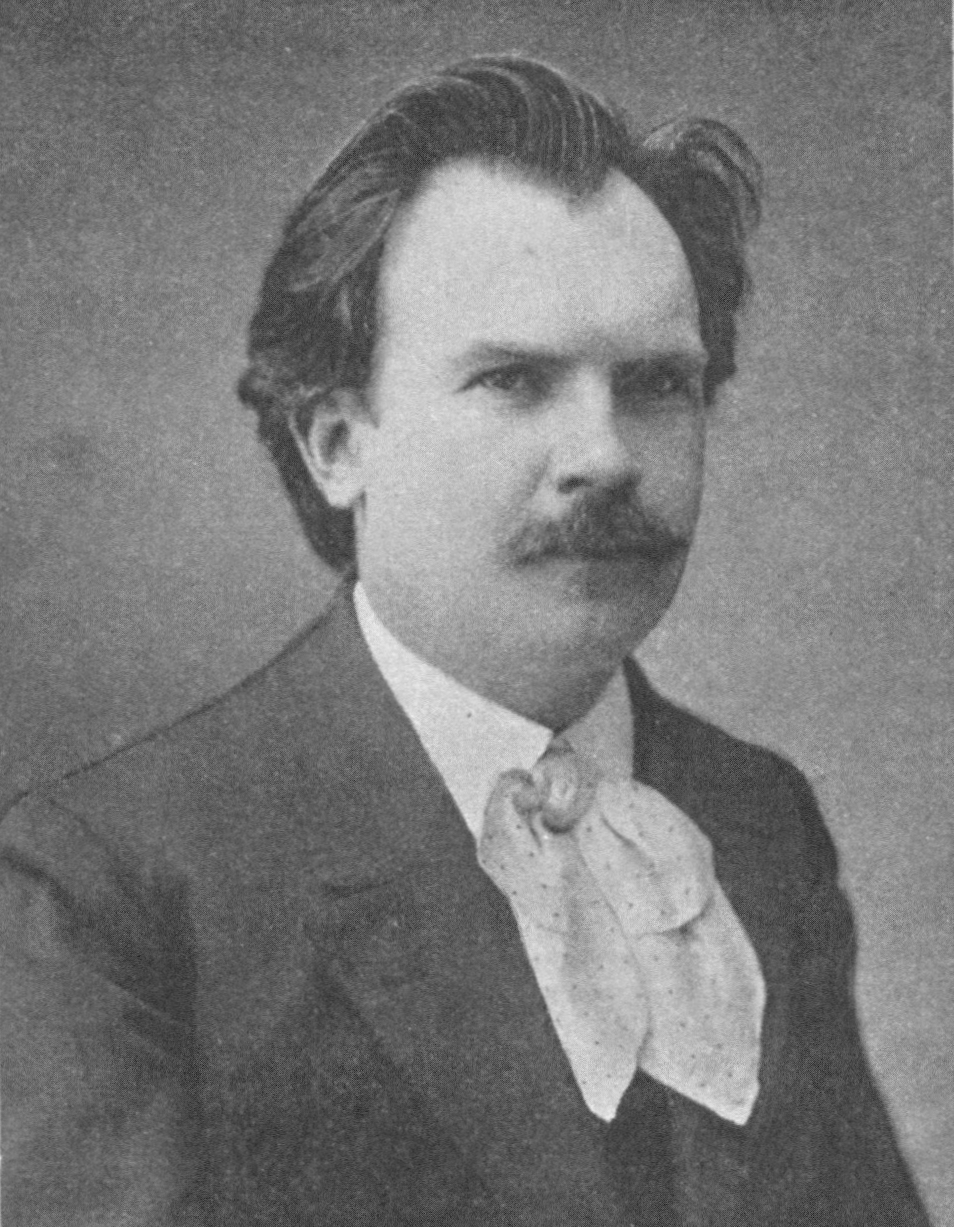
Eugen d'Albert

Gernot är en opera i tre akter med musik av Eugen d'Albert och libretto av Gustav Kastropp. Premiären ägde rum den 11 april 1897 på Nationaltheater Mannheim.

## Personer
- Gernot, Svebernas kung (Baryton)
- Hubald, en blind gamling (Bas)
- Buggo, kungens förtrogne (Bas)
- Mabod, Hubalds son (Tenor)
- Waltrudis, kung Wulfs änka (Alt)
- Helma, Hubalds dotter (Sopran)
- Älvdrottningen (Sopran)

## Handling

### Akt I
Kung Gernot irrar runt i skogen på jakt efter den vackra flicka som han såg i bergen. Han hamnar hos älvorna som retas med honom och sveper in kungen i dimmorna. Deras drottning håller till i en kristallgrotta och vill gärna ha Gernot som kung vid sin sida. I sitt rike Nilfheim har hon långtråkigt och söker efter en gemål. Gernot förklarar dock att han vill ha en jordisk gemål. Älvdrottningen försöker locka kungen men han är ståndaktig. Hon förbannar kungen och dömer honom till olycklig kärlek och död. Därefter försvinner hon med sitt följe. Gernot faller i vanmakt.
I närheten lämnar Mabod faderns hus för att ge sig ut i världen på jakt efter äventyr. Hans syster Helma försöker hålla kvar honom. Hon har en gång lovat att aldrig ge sig åt någon man utan bara tillhöra brodern. Helma ber om broderns tillåtelse att få söka efter den man hon såg i bergen.
Gernot träffar på den ensamma flickan och både känner igen den andre från bergen. Helma ser att Gernor är kung på kläderna. I fjärran hörs hornsignaler. Helmas blinda fader kommer ut ur huset och ropar på dottern. Helma presenterar sin älskade för fadern. Just då kommer Mabod, Buggo och kungen följe. De har länge sökt efter kungen. Hubald och Helma gläder sig över den kungliga brudgummen.

### Akt II
Hubald berättar för Gernot att Mabod inte är hans son utan den avlidne kung Wulfs son. Drottning Waltrudis lämnade sonen till Hubald. Trots att Gernot försäkrar den gamle att inget ont ska hända hyser Gernot onda avsikter och ämnar döda den ovetande kungaättlingen. När han finner Mabod ger han honom handen på broderskap. Helma kommer i sällskap av präst som ska förrätta bröllopet. Baggo talar med Mabod och avslöjar att han tror att denne är son till deras älskade kung Wulf. Hans blick och blonda lockar påminner om honom. Mabod blir bestört men nyfiken. Han frågar den gamla häxan Waltraudis, som medelst profetiska fraser visar sig vara hans moder. Hon eggar honom att mörda kungen. Mabod hänvisar till deras broderskap men modern erinrar att även Gernot ingick broderskap med Wulf varpå han dödade honom. Mabod slits mellan kval och val. Han har precis överlämnat sin syster till sin faders mördare och till på köpet ingått fosterbrödraskap med honom.

### Akt III
Kung Gernot håller rådslag med sina män. Endast Mabod saknas sedan flera dagar. Hubald får veta att han håller till uppe i bergen med sina män och Helma inser att han ämnar slå till mot Gernot. Gernot skickar iväg Buggo för att träffa Mabod och ta med honom död eller levande. Waltrudis siar om Gernots undergång och återkomsten av Wulfs son. Då Gernot erinrar om Mabods ed säger Waltrudis att den eden inte betyder någonting längre. Gernot befaller att hon ska bindas och tystas. Men då syns Mabod vid horisonten. Han kräver hämnd och sin kungavärdighet. Då Gernot försöker utöva utpressning genom att hota döda hans moder byter Buggo sida och skyddar henne. Mabod utmanar Gernot på tvekamp och dödar honom. Helma kastar sig över hans lik. Mabod kröns till kung. Han kastar en sista blick på Helma, som tröstas av Hubald. När alla har gått kommer älvorna och för Gernot till sin härskarinna, som hälsar honom med öppna armar.

### Allmänna källor
- Eugen d’Albert: Gernot. Oper in drei Akten. Libretto. Breitkopf u. Härtel, Leipzig 1897 (urn:nbn:de:hebis:30-1096797).
- Charlotte Pangels: Eugen d’Albert: Wunderpianist und Komponist. Eine Biographie. Atlantis, Zürich/Freiburg i. Br. 1981, ISBN 3-7611-0595-9.